# Eliahou ben Menahem
Eliahou ben Menahem haZaqen du Mans (אליהו בר מנחם הזקן) (vers 980-1060) appartient à une famille qui a joué un rôle central au sein des communautés juives du nord de la France au XIe siècle.
Sur son père, le rav Menahem, on ne dispose que de peu d'information.
La famille compte au moins 3 frères :
- Eliahou du Mans
- Yéqoutiel (ר' יקותיאל), qui a peut-être vécu à Joigny, ville qui comptera des rabbins importants au XIIe siècle, tels que Yom Tov ben Itshaq ou Menahem ben Peretz, tous deux élèves de Rabbenou Tam
- Itshaq (ר' יצחק) d'Orléans

Un rôle important dans l'organisation de la communauté est également attribué à la sœur d'Eliahou, Bellette.
Une tradition fait d'Eliahou ben Menahem un ami proche du poète ashkénaze Samson ben Itshaq de Mayence (mort vers 1030).
Une autre tradition, rapportée dans une des responsa du Maharshal, en fait un élève de Rabbénou Gershom Méor haGolah de Mayence :
Et Rabbénou Gershom Méor haGolah reçut [des enseignements] de Rav Haï, et il mourut en dans l'année 4800 [=1040] (Rachi est né la même année et a vécu 65 ans, et il est mort en 4865) et il a transmis à Rabbénou Elihaou haZaqen, mari de la sœur de Rav Haï Gaon et frère de Rabbénou Yéqoutiel.